# Edotia doellojuradoi
Edotia doellojuradoi là một loài chân đều trong họ Idoteidae. Loài này được Giambiagi miêu tả khoa học năm 1925.